# Kjell Ola Dahl
Pour les articles homonymes, voir Dahl.
Kjell Ola Dahl, né le 4 février 1958, est un écrivain et scénariste norvégien, auteur de roman policier.

## Biographie
Il entreprend des études supérieures en psychologie et en droit à l'Université d'Oslo. Il fait à cette époque de nombreux voyages, notamment en Amérique centrale. Après l'obtention de ses diplômes universitaires, il devient professeur dans une école secondaire à Bærum, dans la banlieue d'Oslo.
Il amorce sa carrière littéraire par la publication en 1993 d'un thriller intitulé Dødens investeringer, premier titre d'une série policière consacrée aux enquêtes du commissaire Gunnarstranda et de l'inspecteur Frank Frölich.
En 2006, avec Lindeman & Sachs et, deux ans plus tard, avec Lindemans tivoli, il donne deux volets romanesques d'une chronique familiale qui se déroule dans le milieu du commerce et de l'argent. En 2006, il participe aussi à une série télévisée norvégienne pour la NRK (Société norvégienne de radiodiffusion).
Dahl a également écrit les scénarios de deux films en collaboration avec le réalisateur Hisham Zaman (Vinterland, 2007 et Før snøen faller, 2013) et a été conseiller au scénario d'un troisième (Brev til Kongen, 2014).

## Œuvre

### Romans

#### SérieGunnarstranda et Frank Frölich
1. Dødens investeringer (1993)
2. En liten gyllen ring (2000)
3. Mannen i vinduet (2001) Publié en français sous le titre L'Homme dans la vitrine, traduit par Alain Gnaedig, Paris, Gallimard, Série noire, 2006  (ISBN 978-2-07-030557-5) ; réédition Folio policier no 641, 2012  (ISBN 978-2-07-044544-8)
4. Lille tambur (2003)
5. Den fjerde raneren (2005) Publié en français sous le titre Le Quatrième Homme, traduit par Alain Gnaedig, Paris, Gallimard, Série noire, 2008  (ISBN 978-2-07-078309-0)
6. Svart engel (2007)
7. Kvinnen i plast (2010) Publié en français sous le titre Faux-semblants, traduit par Alain Gnaedig, Paris, Gallimard, Série noire, 2012  (ISBN 978-2-07-013137-2) ; réédition Folio policier no 718, 2014  (ISBN 978-2-07-045634-5)
8. Isbaderen (2012) Publié en français sous le titre Le Noyé dans la glace, traduit par Hélène Hervieu, Paris, Gallimard, Série noire, 2014  (ISBN 978-2-07-013881-4)
9. Kureren (2015)

#### Autres romans policiers
- Seksognitti (1994) Publié en français sous le titre 96 °, traduit par Francine Girard et révisé par Nils Ahl, Paris, Gallimard, Série noire no 2740, 2005  (ISBN 2-07-042702-1)
- Miniatyren (1996)
- Siste skygge av tvil (1998)

#### Série romanesqueLindemans
- Lindeman & Sachs (2006)
- Lindemans tivoli (2008)

### Recueil de nouvelles
- Gjensynsgleder - love stories (2002)

### Nouvelles isolées
- Hunden (1997)
- Døden tar telefon (2002)
- Helt ubegripelig (2002)
- Kua (2002)
- Vidvinkel (2012)
- Haikere (2012)

### Autres publications
- Sporløst forsvunnet (2001), livre documentaire en collaboration avec Ola Thune
- Venezia – forfatterens guide (2004), guide de voyages sur Venise
- Forsvarerens kriminalfortellende behov (2004), essai sur le roman policier dans le recueil collectif Folkefiende? 70 år med Staff
- Fortellingen om Bill Gates (2009), biographie de Bill Gates
- Dødens seilas – Scandinavian Star og gåtene (2009)

## Prix et distinctions notables
- Prix Riverton 2000 pour En liten gyllen ring.
- Prix Riverton 2015 pour Kureren.